# B.M.Sugur, Siruguppa
B.M.Sugur là một làng thuộc tehsil Siruguppa, huyện Bellary, bang Karnataka, Ấn Độ.